# Acrocercops poliocephala
Acrocercops poliocephala är en fjärilsart som beskrevs av Turner 1913. Acrocercops poliocephala ingår i släktet Acrocercops och familjen styltmalar. Inga underarter finns listade i Catalogue of Life.